# Paul Fournier
Paul-Eugène-Louis Fournier (Calais, 26 novembre 1853 – Parigi, 14 maggio 1935) è stato un giurista, storico e medievista francese.
Compiuti gli studi presso l'università di Parigi, dove fu allievo di Pellat, Gide e Labbé, frequentò l'École nationale des chartes. Ottenne quindi una cattedra all'università di Grenoble dove insegnò fino al 1914, anno in cui tornò a Parigi. Esperto di diritto romano e francese, si interessò in particolare di quello canonico dell'epoca medievale e fu membro dell'Institut de France.